# Coaxana bambusioides
Coaxana bambusioides är en flockblommig växtart som beskrevs av Mildred Esther Mathias och Lincoln Constance. Coaxana bambusioides ingår i släktet Coaxana och familjen flockblommiga växter. Inga underarter finns listade i Catalogue of Life.